# Colin Clark (Ökonom)

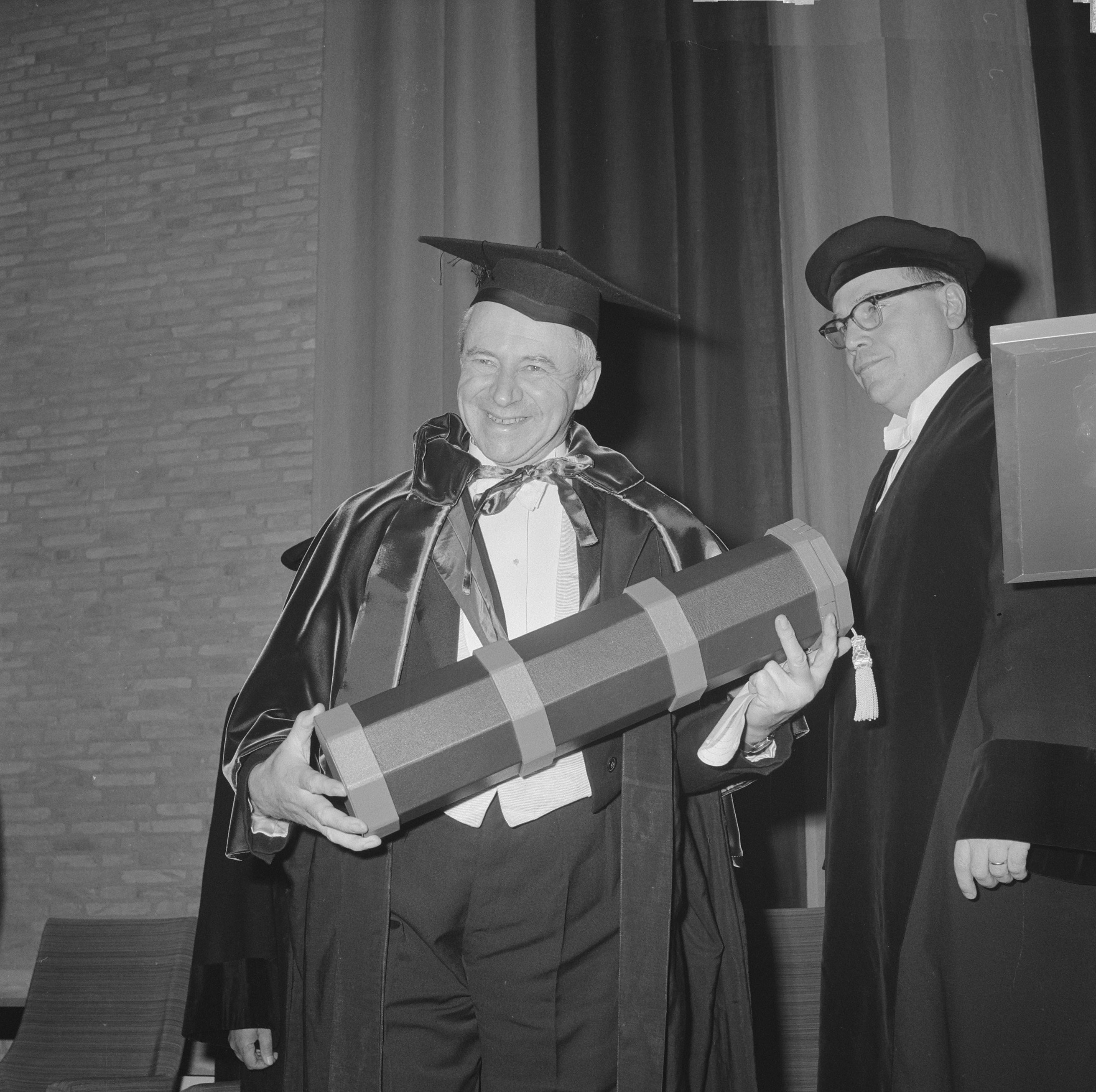
Colin Clark (1962)

Colin Grant Clark (* 2. November 1905 in London; † 4. September 1989 in Brisbane) war ein britisch-australischer Ökonom.

## Werdegang
Nach seinem Abschluss in Chemie im Jahre 1928 arbeitete er bis 1929 als Forschungsassistent von William Henry Beveridge an der London School of Economics and Political Science. 1930 ging er als Forschungsassistent zum National Economic Advisory Council, das die britische Regierung in volkswirtschaftlichen Fragen beriet. In seiner Zeit als Lektor für Statistik an der University of Cambridge (1931–1938) verfasste er drei Bücher. Im Jahre 1931 heiratete er Marjorine Tattersall, mit der er 8 Kinder großzog.
Während eines Aufenthalts in Australien und Neuseeland (1937–1938) entschloss er sich, in Queensland zu bleiben. Am 6. Mai 1938 ernannte ihn die Regionalregierung Queenslands zum Regierungsstatistiker, Direktor des Industriebüros und Finanzberater des Finanzministers. Trotz seiner vielen Ämter fand er Zeit für weitere Bücher. So schrieb er 1940 ein Buch über die drei Wirtschaftssektoren, nämlich Landwirtschaft/Fischerei/Forstwirtschaft mit abnehmenden Erträgen (primärer Sektor; im weiteren Sinne auch der Bergbau: bodenintensiv), Industrie mit zunehmenden Erträgen (sekundärer Sektor; kapitalintensiv) und Dienstleistungen (tertiärer Sektor, Residualsektor; arbeits- oder wissensintensiv). Darin stellte Clark ein auf Allan G. B. Fisher aus 1935 beruhendes Konzept zur Drei-Sektoren-Hypothese vor, wonach der Dienstleistungssektor in unterentwickelten Ländern (Agrarstaaten) weniger Bedeutung habe als in Industriestaaten. Die Drei-Sektoren-Hypothese beruhte auf der Beobachtung, dass das Pro-Kopf-Einkommen ansteigt, sobald die Beschäftigung in der Landwirtschaft sinkt und sich in der Industrie erhöht. Clark bezeichnete 1957 in der letzten Auflage dieses Buchs die verbleibende Gruppe wirtschaftlicher Aktivitäten (Residualsektor) nicht mehr als tertiäre Produktion, sondern als „Dienstleistungsindustrie“ (englisch service industries) und zählte hierzu auch das Baugewerbe, Transport und Verkehr, Handel und Finanzierung, öffentliche Verwaltung und private Dienste.
Am 28. Februar 1947 übernahm er den Posten als Untersekretär des Ministeriums für Arbeit und Industrie. 1951 verließ er Queensland und übernahm im Wege der Abordnung eine Position in Rom und 1952 an der University of Chicago, bevor er noch im selben Jahr zur Oxford University wechselte. Hier verbrachte er 17 Jahre und kehrte 1969 als Direktor des Instituts für den wirtschaftlichen Fortschritt an der Monash University (Melbourne) nach Australien zurück. Im Jahre 1978 wechselte er an die University of Queensland, wo er bis zu seinem Tod 1989 blieb. 1978 wurde er korrespondierendes Mitglied der British Academy.

## Bücher
Neben zahlreichen Aufsätzen in Fachzeitschriften verfasste er eine Vielzahl von Büchern. Sein erstes erschien 1932 („The National Income“, deutsch Das Nationaleinkommen), es folgten unter anderem (zusammen mit Pigou) 1936 „The Economic Position of Great Britain“ (deutsch Die wirtschaftliche Position Großbritanniens), 1937 „National Income and Outlay“ (deutsch Volkseinkommen und Kosten), 1939 „A Critique of Russian Statistics“ (deutsch Eine Kritik über die Statistiken in Russland), 1958 „Australian Hopes and Fears“ (deutsch Australische Hoffnungen und Ängste); sein letztes Buch 1982 hieß „Regional and Urban Location“ (deutsch Regionale und städtische Standorte).

## Bedeutung
Clark gehört zwar nicht zu den berühmtesten Ökonomen des 20. Jahrhunderts, doch unternahm er als erster nach William Petty Berechnungen des Volkseinkommens (1932) und schaffte Grundlagen und Elemente der Erfassung des Bruttoinlandsprodukts (1945), die noch heute angewandt werden. Clark sah das Volkseinkommen wie Petty als eine politisch relevante volkswirtschaftliche Kennzahl für internationale Vergleiche. Trotz zahlreicher Publikationen sah die britische Regierung jedoch lange keine Notwendigkeit, das Volkseinkommen berechnen zu lassen. Außerdem entwickelte er das Konzept des Wirtschaftswachstums, gemessen an der Wachstumsrate des Volkseinkommens.